# Zonsverduistering van 22 mei 2077

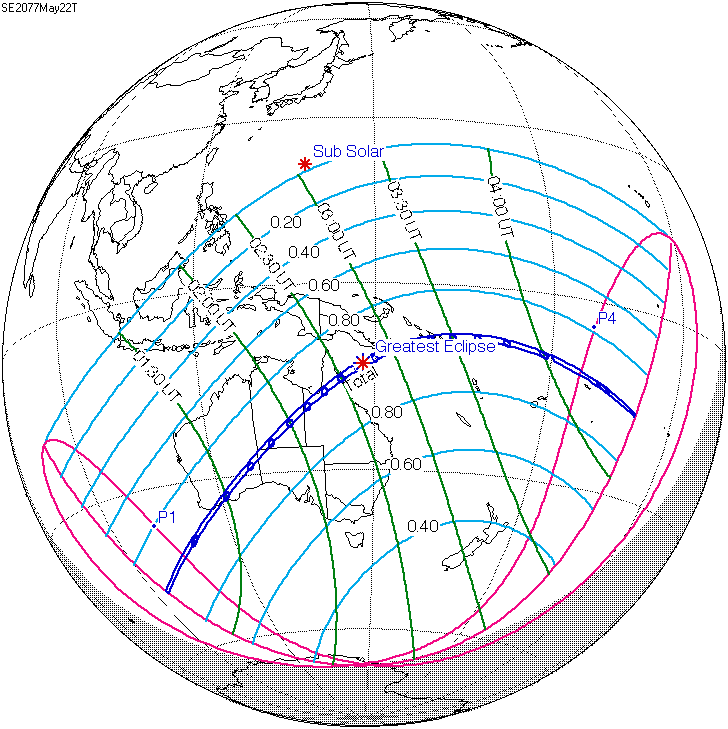
De zonsverduistering is de zien tussen de blauwe lijnen.

De totale zonsverduistering van 22 mei 2077 trekt veel over zee, maar is op land zichtbaar vanuit deze drie landen: Australië, Papoea-Nieuw-Guinea en Salomonseilanden. 

## Lengte

### Maximum
Het punt met maximale totaliteit ligt op zee ten noordoosten van Australië en ten zuidoosten van Papoea-Nieuw-Guinea op coördinatenpunt 13.1043° Zuid / 148.3268° Oost en duurt 2m53,6s.

### Limieten
| Fenomeen                    | Code | Tijdstip UTC |
| --------------------------- | ---- | ------------ |
| Eerste contact bijschaduw   | P1   | 00:09:57.6   |
| Eerste contact kernschaduw  | U1   | 01:15:15.6   |
| Kernschaduw compleet vanaf  | U2   | 01:16:20.6   |
| Bijschaduw compleet vanaf   | P2   | Niet         |
| Maximum eclips              | GE   | 02:43:40.8   |
| Bijschaduw compleet t/m     | P3   | Niet         |
| Kernschaduw compleet t/m    | U3   | 04:11:16.2   |
| Laatste contact kernschaduw | U4   | 04:12:16.1   |
| Laatste contact bijschaduw  | P4   | 05:17:37.2   |